# Tsjobanka
Tsjobanka (Bulgaars: Чобанка, Chobanka, Turks: Edirhanlı) is een dorp in het zuiden van Bulgarije. Het dorp is gelegen in de gemeente Momtsjilgrad in de oblast  Kardzjali. Het dorp ligt hemelsbreed ongeveer 13 km ten zuidoosten van Kardzjali en 218 km ten zuidoosten van Sofia.

## Bevolking
Op 31 december 2020 telde het dorp volgens de officiële cijfers van het Nationaal Statistisch Instituut van Bulgarije 226 inwoners. Het aantal inwoners vertoont al jaren een dalende trend: in 1946 woonden er nog 931 mensen in het dorp.
|  |

De bevolking bestaat nagenoeg uitsluitend uit etnische Turken. In de volkstelling van 2011 verklaarden 263 van de 267 ondervraagden zichzelf als etnische Turken, terwijl de overige 4 respondenten de Bulgaarse etniciteit aanvinkten.
| Etnische samenstelling van de respondenten (2011) | Etnische samenstelling van de respondenten (2011) | Etnische samenstelling van de respondenten (2011) | Etnische samenstelling van de respondenten (2011) | Etnische samenstelling van de respondenten (2011) |
| ------------------------------------------------- | ------------------------------------------------- | ------------------------------------------------- | ------------------------------------------------- | ------------------------------------------------- |
|                                                   |                                                   |                                                   |                                                   |                                                   |
| Bulgaren                                          | Bulgaren                                          |                                                   | 1,5%                                              | 1,5%                                              |
| Turken                                            | Turken                                            |                                                   | 98,5%                                             | 98,5%                                             |
| Roma                                              | Roma                                              |                                                   | 0,0%                                              | 0,0%                                              |
| Anders/Onbekend                                   | Anders/Onbekend                                   |                                                   | 0,0%                                              | 0,0%                                              |